# Edmontosaurini
Edmontosaurini è una tribù della sottofamiglia degli Hadrosauridi Saurolophinae, costituita da dinosauri ornithopodi vissuti principalmente nell'emisfero boreale, durante il Tardo Cretaceo. Attualmente, questa tribù contiene unicamente tre generi certi: l'Edmontosaurus (dagli Stati Uniti e dal Canada), Shantungosaurus e Laiyangosaurus (dallo Shandong, Cina), Ugrunaaluk (dall'Alaska), e Kamuysaurus (dal Giappone), sebbene Anatosaurus potrebbe essere un genere distinto. Alcuni studi ipotizzano che anche i generi Kerberosaurus e Kundurosaurus possano appartenere a questo gruppo; tuttavia, tale attribuzione non è universalmente accettata, e diversi paleontologi li collocano invece tra i saurolophini.